# عاقبت نقدفروشی، عاقبت نسیه‌فروشی
عاقبت نقدفروشی، عاقبت نسیه‌فروشی یک مجموعه تلویزیونی محصول سال ۱۳۷۷ به کارگردانی رضا ژیان، نویسندگی محمود طالبیان، ابوالفضل زروبی نصرآباد و محمد صالح‌علا و تهیه‌کنندگی محمد صالح‌علا می‌باشد که از شبکه سه پخش شد. عاقبت نقد فروشی و نسیه فروشی برنامه نمایشی نوستالژیکی است که در دهه ۱۳۷۰ با هنرمندی رضا ژیان و رضا فیاضی اجرا شده بود.

## خلاصه داستان
آقای باروتی و مرحمتی دو مغازه دار دیوار به دیوار هستند که یکی مغازه لوازم صوتی و تصویری دارد و نقد فروشی است و دیگری عطاری دارد، نسیه فروش می‌باشد. این دو دوست هر بار با ماجراهایی مواجه می‌شوند که در محل کارشان رخ می‌دهد.

## بازیگران
- رضا فیاضی
- تانیا جوهری
- رامتین روزبهانی
- رضا ژیان
- شراره درشتی
- عزیزالله هنرآموز
- محمد ژیان
- محمد مهیمنی